# Campotosto
Campotosto község (comune) Olaszország Abruzzo régiójában, L’Aquila megyében.

## Fekvése
A megye északnyugati részén fekszik. Határai: Amatrice, Capitignano, Crognaleto, L’Aquila és Montereale.

## Története
Első írásos említése a 14. századból származik. A következő századokban nemesi birtok volt. Önállóságát a 19. század elején nyerte el, amikor a Nápolyi Királyságban felszámolták a feudalizmust. Korabeli épületeinek nagy része az 1703-as földrengésben elpusztult.

## Népessége
A népesség számának alakulása:

## Főbb látnivalói
- Santa Maria di Brugnoleto-templom
- Sant’Antonio-templom
- Santa Maria di Pedicino-templom
- Santa Maria di Loreto-templom
- Santa Maria Apparente-templom